# District Gorj
Gorj is een Roemeens district (județ) in de historische regio
Walachije, met als hoofdstad Târgu Jiu (98.897 inwoners).
De gangbare afkorting voor het district is GJ.

## Demografie
In het jaar 2002 had Gorj 387.308 inwoners en een bevolkingsdichtheid van 69 inwoners per km².

### Bevolkingsgroepen
Meer dan 98% van de inwoners is Roemeens.
De grootste minderheid zijn de Roma (volk), de Hongaarse minderheid is hier verwaarloosbaar.

## Geografie
Het district heeft een oppervlakte van 5602 km².

## Aangrenzende districten
- Dolj in het zuiden
- Vâlcea in het oosten
- Hunedoara in het noorden
- Caraș-Severin in het westen
- Mehedinți in het zuidwesten

## Steden
- Târgu Jiu
- Motru
- Rovinari
- Bumbești-Jiu
- Novaci
- Țicleni
- Târgu Cărbunești